# Fiodor Chaliapine fils
Fiodor Fiodorovitch Chaliapine (en russe : Фёдор Фёдорович Шаля́пин), ou Fiodor Chaliapin fils, plus généralement Feodor Chaliapin Jr. est un acteur italo-américain d'origine russe. Son père est la basse russe Fédor Ivanovitch Chaliapine. Il est né à Moscou le 6 octobre 1905 et mort à Rome le 17 septembre 1992.
Ayant quitté la Russie après la révolution, il s'installe à Paris, puis aux États-Unis. Ayant commencé sa carrière à l'époque du cinéma muet, il est d'abord acteur de seconds rôles à Hollywood. Après-guerre, il revient en Europe et apparaît ensuite principalement dans des films italiens. Le public le connaît surtout aujourd'hui pour le personnage du moine aveugle Jorge de Burgos, qu'il incarne en 1986 dans le film Le Nom de la rose de Jean-Jacques Annaud.

## Filmographie partielle
- 1926 : Into Her Kingdom de Svend Gade
- 1928 : Volga ! Volga ! de Victor Tourjanski
- 1929 : Le Navire des hommes perdus (Das Schiff der verlorenen Menschen) de Maurice Tourneur
- 1937 : Amour d'espionne (Lancer spy) de Gregory Ratoff
- 1939 : Exile Express d'Otis Garrett
- 1939 : Balalaïka (Balalaika) de Reinhold Schünzel
- 1941 : My Life with Caroline de Lewis Milestone
- 1941 : Law of the jungle de Jean Yarbrough
- 1943 : Mission à Moscou (Mission to Moscow) de Michael Curtiz
- 1943 : Pour qui sonne le glas (For whom the bell tolls) de Sam Wood
- 1943 : La Septième Victime (The seventh victim) de Mark Robson
- 1943 : Three Russian Girls de Henry S. Kesler et Fedor Ozep
- 1943 : Âmes russes (Song of Russia) de Gregory Ratoff
- 1944 : Aventures au harem (Lost in a harem) de Charles Reisner
- 1944 : Scandale à la cour (A royal scandal) d'Otto Preminger et Ernst Lubitsch
- 1945 : Ziegfeld Follies, sketch "This heart of mine" de Vincente Minnelli
- 1948 : Arc de Triomphe (Arch of Triumph) de Lewis Milestone
- 1958 : Le Roi cruel (Erode il grande) de Victor Tourjanski
- 1959 : Les Bateliers de la Volga (I battellieri del Volga) de Victor Tourjanski
- 1960 : Les Nuits de Raspoutine (L'ultimo zar / Nights of Rasputin) de Pierre Chenal
- 1961 : François d'Assise de Michael Curtiz
- 1962 : Sodome et Gomorrhe (Sodoma e Gomorra) de Robert Aldrich et Sergio Leone
- 1962 : Vénus impériale de Jean Delannoy
- 1963 : Le Bourreau de Venise (Il boia di Venezia) de Luigi Capuano
- 1963 : Le Lion de Saint-Marc (Il leone di San Marco) de Luigi Capuano
- 1964 : Buffalo Bill, le héros du Far-West (Buffalo Bill, hero of the Far West) de Mario Costa
- 1966 : Un gangster revient de Brooklyn (Un gangster venuto da Brookly) d'Emimmo Salvi
- 1967 : Dernier Sursaut pour cinq indésirables (Ballata da un miliardo) de Gianni Puccini
- 1967 : Les Subversifs (I sovversivi) des Frères Taviani
- 1970 : On ne greffe pas que les cœurs... (Il trapianto) de Steno
- 1972 : Fellini Roma (Roma) de Federico Fellini
- 1972 : Obsédé malgré lui (All'onorevole piacciono le donne) de Lucio Fulci
- 1973 : La colonna infame de Nelo Risi
- 1973 : Anastasia mio fratello de Steno
- 1974 : La Ligne du fleuve (La linea del fiume) d'Aldo Scavarda
- 1976 : Vicieuse et manuelle (Velluto nero / Black Emmanuelle, white Emmanuelle) de Brunello Rondi
- 1980 : Inferno de Dario Argento
- 1985 : Salomé (Salome) de Claude d'Anna
- 1986 : Le Nom de la rose de Jean-Jacques Annaud
- 1987 : Éclair de lune (Moonstruck) de Norman Jewison
- 1988 : Catacombs (Curse IV : The ultimate sacrifice) de David Schmoeller
- 1988 : La maschera de Fiorella Infascelli
- 1988 : La partita de Carlo Vanzina
- 1989 : Sanctuaire (La chiesa) de Michele Soavi
- 1989 : Paganini (Kinski Paganini) de Klaus Kinski
- 1989 : Modigliani (Modì) de Franco Brogi Taviani
- 1990 : Stanley et Iris (Stanley & Iris) de Martin Ritt
- 1990 : La Putain du roi (The king's whore / La donna del re) d'Axel Corti
- 1991 : Rossini! Rossini! de Mario Monicelli
- 1991 : Le Cercle des intimes (The Inner Circle) de Andrei Konchalovsky
- 1992 : Max et Jérémie de Claire Devers